# Karl Graf Ballestrem

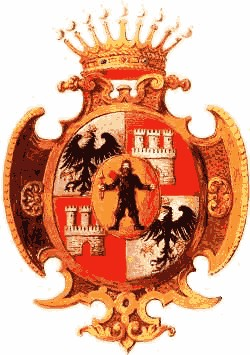
Wappen der Grafen von Ballestrem

Karl Graf Ballestrem, vollständiger Name Karl Ludwig Graf von Ballestrem (* 2. Juli 1939 in Dresden; † 9. Mai 2007 in Eichstätt) war ein deutscher Politikwissenschaftler und Philosoph.

## Familie
Der Vater, Carl Wolfgang Graf von Ballestrem (1903–1994), stammte aus dem schlesischen Ober-Gläsersdorf bei Lüben und arbeitete im Familienkonzern. Die Mutter, Theresia Prinzessin zu Löwenstein-Wertheim-Rosenberg (1909–2000), war eine Schwester des Fürsten Karl zu Löwenstein-Wertheim-Rosenberg, der von 1949 bis 1969 Präsident des Zentralkomitees der deutschen Katholiken war. Karl Ballestrem war mit der Diplompsychologin und Diplomheilpädagogin Consuelo Gräfin Ballestrem (geb. als Maria del Consuelo Freiin von Gagern, geb. 1945) verheiratet und hatte vier Kinder.

## Leben
Nach dem Abitur studierte Ballestrem Philosophie und Sowjetologie an der damals Katholischen Universität Freiburg (Schweiz) (1958–1959; 1960–1965) und der Päpstlichen Universität Gregoriana Rom (1959–1960). 1965 wurde er bei Joseph Maria Bocheński in Freiburg promoviert. Er wurde 1966 zunächst Assistenzprofessor am Rosary College in Chicago und von 1967 bis 1971 Professor für Philosophie an der katholischen University of Notre Dame. Nach einer Tätigkeit von 1971 bis 1976 als Wissenschaftlicher Assistent am Geschwister-Scholl-Institut für Politikwissenschaft der Ludwig-Maximilians-Universität München (LMU) habilitierte er sich 1976 am Fachbereich Sozialwissenschaften der LMU. Von 1977 bis 1984 hatte er eine Lehrstuhlvertretung am Geschwister-Scholl-Institut der LMU inne, 1984 erhielt er einen Ruf auf den Lehrstuhl für Politikwissenschaft II an der Katholischen Universität Eichstätt-Ingolstadt, 2003 wurde er emeritiert. Zudem hatte er seit 1984 eine Professur an der Hochschule für Politik München inne; er lehrte parallel auch an der Gregoriana in Rom.
Er war langjähriger Vorsitzender der Deutschen Gesellschaft zur Erforschung des politischen Denkens. Seine Hauptarbeitsgebiete waren politische Ethik und politische Ideengeschichte des 17. bis 20. Jahrhunderts. Ballestrem konnte Vorlesungen und Vorträge in englischer, französischer und italienischer Sprache halten. Bis zu seinem Tod war er Mitherausgeber des Jahrbuchs Politisches Denken.
1977 wurde er mit dem Wolf-Erich-Kellner-Preis ausgezeichnet. 2003 erhielt er den Umweltpreis des Naturschutzbundes Hardheim. Ballestrem war Ehren- und Devotionsritter des souveränen Malteserordens.

## Schriften
- Russian philosophical terminology/Russkaja filosofskaja terminologija/Russische philosophische Terminologie. Reidel, Dordrecht 1964, ISBN 90-277-0036-2.
- Die sowjetische Erkenntnismetaphysik und ihr Verhältnis zu Hegel. Reidel, Dordrecht 1968, ISBN 90-277-0037-0.
- Macht und Moral. Ein Grundproblem der politischen Ethik. Minerva-Publikation, München 1986, ISBN 3-597-30053-7.
- mit Henning Ottmann (Hrsg.): Politische Philosophie des 20. Jahrhunderts. Oldenbourg, München 1990, ISBN 3-486-55142-6.
- mit Bernhard Sutor (Hrsg.): Probleme der internationalen Gerechtigkeit. Oldenbourg, München 1993, ISBN 3-486-56010-7.
- (Hrsg.): Naturrecht und Politik. Duncker & Humblot, Berlin 1993, ISBN 3-428-07670-2.
- mit Hans Buchheim, Manfred Hättich und Heinz Hürten (Hrsg.): Sozialethik und politische Bildung. Festschrift für Bernhard Sutor zum 65. Geburtstag. Schöningh, Paderborn u. a. 1995, ISBN 3-506-79799-9.
- mit Henning Ottmann (Hrsg.): Theorie und Praxis. Festschrift für Nikolaus Lobkowicz zum 65. Geburtstag. Duncker & Humblot, Berlin 1996, ISBN 3-428-08706-2.
- Adam Smith. Beck, München 2001, ISBN 3-406-45976-5.
- (Hrsg.): Internationale Gerechtigkeit. Leske + Budrich, Opladen 2001, ISBN 3-8100-3039-2.
- mit Sergio Belardinelli und Thomas Cornides (Hrsg.): Kirche und Erziehung in Europa. VS Verlag für Sozialwissenschaften, Wiesbaden 2005, ISBN 3-531-14767-6.